# 一戸謙三
一戸 謙三（いちのへ けんぞう、1899年2月10日 - 1979年10月1日）は、日本の詩人。
青森県弘前市出身。青森県立弘前中学校（現：青森県立弘前高等学校）卒業。1919年、帰省した際、青森県で初めての詩人団体「パストラル詩社」を結成。福士幸次郎に師事し、一戸玲太郎の筆名で口語自由詩人として活躍した。1920年、経済的事情により慶應義塾大学医学部中退。1936年方言詩集『ねぷた』を刊行。1960年青森文化賞、1962年青森県褒賞を受ける。1979年10月1日、心不全のために死去。
昭和初期にはエスプリ・ヌーボーの影響を蒙り、知的観照性の高い散文詩へと移行したが、やがて方言詩に転身、高木恭造とならんで津軽方言詩人としても活動した。さらに自由詩から転じて佐藤一英の聯詩運動に共感、定型詩の可能性に関心を示したほか、戦後はドイツ近代詩人の訳詩を試みるなど、生涯を通じて幾度もの詩風の変遷をともなう実験を試みた。(『追憶と郷愁の詩人一戸謙三 : 第46回企画展』弘前市立郷土文学館編　令和4年　14-28p)

## 著書
- 詩集『ねぷた(津軽方言詩集)』 十字堂書房　(筆名・一戸玲太郎)、1936年
- 詩集『追憶帖』雪の社(孔版)、1947年
- 詩集『歴年』青森美術社(浮彫叢書2)、1952年
- 詩集『連詩集　椿の宮』緑の笛豆本の会、1959年
- 詩集『津軽方言詩集　百万遍』圏詩社、1961年
- 詩集『自撰一戸謙三詩集』津軽書房、1965年
- 詩集『現身(うつしみ)』 緑の笛豆本の会(緑の笛豆本 第41集)、1972年

## 作詞
- 弘前市立第三大成小学校校歌。